# Sword Beach
Sword Beach fou una de les platges del Desembarcament de Normandia, de l'Operació Overlord, durant la II Guerra Mundial, ocorreguda el 6 de juny de 1944. Aquesta platja va ser encarregada al Segon exèrcit britànic.
Sword és una platja que s'estén en 8 km des d'Ouistreham a Saint-Aubin-sur-Mer al departament de Calvados. Fou el punt de desembarcament més a l'est, situat tan sols a 15 quilòmetres de Caen. Com la resta de platges del desembarcament fou dividida en sectors, que s'anomenaren d'oest a est: Oboe, Peter, Queen i Roger. A causa dels penya-segats de la costa, davant de Lion-sur-Mer i Luc-sur-Mer, l'atac va tenir lloc davant Hermanville-sur-Mer al lloc anomenat la Brèche. Els paracaigudistes de la sisena aerotransportada havien destruït al matí les bateries de Merville-Franceville-Plage i tenien els ponts sobre l'Orne.
Les tropes que defensaven la platja, de mala qualitat, feien part de la 716 divisió alemanya, però en la segona línia hi havia la 21a Panzerdivisió, composta de veterans de la campanya d'Àfrica del nord i de reclutes menys experimentats. Tenien principalement carros francesos capturats en la campanya de 1940 i soviètics, que no tenien res a fer davant dels M4 Sherman.
Els regiments anglesos de la batalla foren el 1r de Lancashire, el primer que va desembarcar a la zona Queen Red, que va tenir el nombre de baixes més elevat. El 2n East Yorkshire va desembarcar al mateix temps i fou un dels més afortunats en nombre de baixes.
La 1a brigada especial de Lord Lovat, que comptava amb 177 fusellers francesos comandats per Philippe Kieffer després d'haver pres Ouistreham, van ocupar els ponts de Bénouville i Ranville i va operar fins a unir-se amb els paracaigudistes. Menys sortós fou el 41e comandament Royal Marines que va ser guanyat pels soldats alemanys que es retiraven a Lion-sur-Mer.
Més de la meitat dels carros de combat del contraatac de la 21a Panzerdivision foren destruïts o neutralitzats. El dia va acabar pels britànics amb 30.000 homes desembarcats i 700 víctimes. A l'alba de l'endemà es van unir amb les forces canadenques de Juno Beach.
Les forces de bombardeig foren el HMS Warspite, HMS Ramillies, el HMS Mauritius, el HMS Arethusa, el HMS Robisher, el HMS Dragon, el HMS Danae, el HMS Robert i tretze destructors. Les unitats desembarcades el 6 de juny foren la trecera Divisió d'Infanteria britànica i el primer Batalló de Fusellers de marina (177 homes), sota les ordres del comandant Philippe Kieffer (França)